# Yitzhak Weinstein-Branovsky
Yitzhak Weinstein-Branovsky (en lituano: Aizikas Vainšteinas-Branovskis, en ruso: Айзик Вайнштейн-Брановский, en polaco: Ajzik Wajnsztajn-Branowski; 1888-1938) fue un revolucionario bolchevique. Se desempeñó como alto funcionario del gobierno en la República Soviética de Lituania y la República Soviética de Lituania y Bielorrusia, sirviendo como Comisario del Pueblo en ambas repúblicas en 1918-1919.

## De unionista a bolchevique
Weinstein, que más tarde adquiriría el nombre de partido 'Branovsky', nació en 1888, en Odesa. Fue miembro de la Unión General de Trabajadores Judíos en Lituania, Polonia y Rusia. Se unió a la facción bolchevique del Partido Obrero Socialdemócrata de Rusia en 1917. Antes de 1917, Weinstein-Branovsky participó en el movimiento obrero judío en Ucrania.

## Lituania soviética
A raíz de la Revolución de Noviembre de 1918 en Alemania, unos 40 cuadros, incluido Weinstein-Branovsky, fueron enviados desde la Rusia soviética a Lituania para organizar actividades revolucionarias entre mediados de noviembre y mediados de diciembre de 1918. El Buró Central de las Secciones Judías del Partido Comunista Ruso (bolcheviques) enviaron a Weinstein-Branovsky, Semyon Dimanstein e Y. Shimelevich a Lituania. Weinstein-Branovsky fue nombrado Comisario del Pueblo para el Comercio y la Industria en el Gobierno Obrero-Campesino Revolucionario Provisional de Lituania. El 10 de enero de 1919, el Comité Central del Partido Comunista de Lituania y Bielorrusia votó para expandir sus filas al otorgar a Weinstein-Branovsky y a otros cuatro miembros del Comité Central. El Primer Congreso de los Sóviets de Lituania, celebrado en Vilna del 18 al 20 de febrero de 1919, eligió a Weinstein-Branovsky como miembro del Comité Ejecutivo Central de los Sóviets de Lituania.

## República Socialista Soviética Lituano-Bielorrusa
Cuando se fundó la República Socialista Soviética de Lituania y Bielorrusia el 27 de febrero de 1919, Weinstein-Branovsky fue nombrado Comisario del Pueblo de Finanzas de la nueva república. El 29 de abril de 1919, el Comité Central del Partido Comunista de Lituania y Bielorrusia decidió reorganizar el gobierno soviético lituano-bielorruso, y Weinstein-Branovsky fue nombrado nuevo Comisario del Pueblo de Justicia. En medio de la guerra polaco-soviética, en la que la República Soviética Lituano-Bielorrusa había perdido su capital Vilna y gran parte de su territorio reclamado, el Consejo de Defensa de la república envió a Weinstein-Branovsky, Pranas Eidukevičius y Gabrielius Liutkevičius (lt) a Utena, para supervisar las actividades de las autoridades soviéticas locales y organizar la movilización de las actividades de las milicias. Weinstein-Branovsky y Eidukevičius establecieron nuevos comités revolucionarios en las cercanías de Anykščiai, Debeikiai, Vyžuonos, Užpaliai y Tauragnai, y organizaron una fuerza de milicia local en el área.

## Vida posterior y muerte
Después de 1919, Weinstein-Branovsky trabajó en las estructuras del partido comunista en Járkov y Moscú.
Weinstein-Branovsky murió en 1938, aparentemente víctima de la Gran Purga. Fue rehabilitado póstumamente después del XX Congreso del Partido Comunista de la Unión Soviética en 1956. Tarybų Lietuvos enciklopedija, una enciclopedia soviética, proporcionó diferente información sobre su muerte. Según la enciclopedia, murió mientras luchaba contra las fuerzas alemanas en la Batalla de Moscú en 1941.